# Dijeta bez glutena
Dijeta bez glutena ili bezglutenska ishrana je oblik ishrane koji isključuje unos glutena, koji je mešavina proteina koji se nalaze u pšenici (i svim njenim vrstama i hibridima, kao što su pir, kamut i tritikale), kao i u ječmu, raži i zobi. Lečenje ovom vrstom dijete zasniva se na isključenju žitarica koje sadrže gluten poput pšenice, ječma i raži. Međutim s obzirom na to da danas sve veći broj ljudi samoinicijativno započinje bezglutensku dijetu, važno je naglasiti da se pre uvođenja bezglutenske dijete mora isključiti celijakija i alergija na pšenicu. Takođe, smatra se da bi osobe na bezglutenskoj dijeti trebale biti pod nadzorom nutricionista. Naime, osim što postoje neki specifični nedostatci ove dijete poput smanjenoga unosa tiamina i vitamina A, loš odabir namirnica takođe može uzrokovati nutritivne deficite u ovoj vrsti dijete.

## Opšte informacije
Gluten predstavlja belančevine iz grupe prolamina prisutne u endospermu pšenice, raži i ječma. Gluten u pšeničnom brašnu čine glijadin (45%) i glutenin (45%). Pored toga, u pšeničnom brašnu se nalaze i drugi proteini, kao što su albumini, globulini, beta-amilaza, alfa-amilaza, tripsin inhibitor, lipidni transfer protein i puroindolini. Gluten može kod pojedinih osoba uzrokovat gastrointestinalne i sistemske simptome,a poremećaji povezanim sa glutenom, uključujući celijakiju (CD), necilajčnu glutensku osetljivost (NCGS), glutensku ataksiju, dermatitis herpetiformis (DH) i alergiju na pšenicu. Kod ovih ljudi, ishrana bez glutena je pokazana kao efikasana terapiska i zaštitna mera, ali nekoliko studija pokazuju da oko 79% ljudi sa celijakijom ne dolazi potpunog oporavak tankog creva, uprkos strogoj dijeta bez glutena. Ovo je uglavnom uzrokovano nenamernim gutanjem glutena, jer su nedavne studije dokazale da dijeta bez glutena uopšte ne može biti bez glutena, što je loše vesti za one koji su zaista netolerantni.
Dijeta bez glutena postala je pravi modni fenomen, naročito kod ljudi sa slabim osnovnim obrazovanjem i razumevanjem bezglutenske dijete, koji često veruju da striktno prate savremene trendove u ishrani, ali oni zapravo time redovno prave greške.
Neki su ovu dijetu usvojili radi ličnog zadovoljstva, ubeđeni da se osećaju bolje. Drugi, s druge strane, zaista su netolerantni na gluten i pate od celijakije koja napada sluzokožu tankog creva. Njihova dijagnoza je teška, ali pre nego što počnu sa ovom dijetom te osobe prolaze prethodno kroz dokazivanje antitela u krvi i potvrđivanje dijagnoze biopsijom duodenuma.
Iako, dijeta bez glutena može, barem u nekim slučajevima, poboljšati gastrointestinalne ili sistemske simptome kod bolesti kao što je sindrom iritabilnog creva, reumatoidni artritis, multipla skleroza ili HIV enteropatija. dijeta bez glutena se pogrešno promoviše kao alternativni tretman osoba sa autizmom, za šta trenutni nema dokaza o njenoj efikasnosti, jer su promene simptoma autizma jako ograničene i nedovoljne.
Međutim, neuravnotežena selekcija hrane i pogrešan izbor prehrambenih proizvoda bez glutena mogu dovesti do nedostataka u ishrani. Zamena žitarica koje sadrže gluten bez glutenskim namirnicama u komercijalnim proizvodima koji se tradicionalno proizvode sa pšenicom ili drugim žitaricama koje sadrže gluten može dovesti do manjeg unosa nekih hranljivih materija kao što su gvožđe i vitamini B-kompleksa . Neki proizvodi bez glutena koji se prodaju na tržištu obogaćeni su hranom sličnom glutenu i često imaju veći sadržaj lipidai ugljenih hidrata.

## Klasifikacija glutenom izazvanih bolesti
Kako se u literaturi spominju različita imena za glutenom izazvane bolesti kao što su glutenska senzitivnost, glutenska hipersenzitivnost ili necelijačna glutenska intolerancija, javila se potreba da se sve bolesti iz ove grupe prema patofiziološkim mehanizmima jasno definišu i svrstaju u određene kategorije. Tako je na globalnom nivou nastalo razvrstavanje ovih poremećaja u tri velike lategorije (grupe):
| Kategorija bolesti           | Vrste |
| ---------------------------- | --- |
| Autoimunske                  | - Celijakija - Herpetiformni dermatitis - Glutenska ataksija                                                       |
| Alergijske                   | - Alergija na pšenicu - Anafilaksa uzrokovana vežbanjem zavisna o pšenici - Pekarska astma - Kontaktni dermatitis. |
| Neautoimunske i nealergijske | - Necelijačna senzitivnost na gluten                                                                               |

Prve de kategorije obuhvataju poremećaje nastale aktivacijom imunološkog sistema. Za razliku od autoimunih bolesti kod kojih se stvaraju autoantitela, mehanizam nastanka alergijske reakcije je unakrsno vezivanje imunoglobulina E (IgE) za glutenske peptide čime dolazi do degranulacije mastocita i otpuštanja histamina i drugih medijatora.
Treća grupa poremećaja je preosjetljivost na gluten, čiji mehanizam nastanka nije niti autoimuni, niti alergijski, već se smatra da glavnu ulogu u njegovom nastanku ima urođeni imunološki sistem.

## Razlozi za primenu dijete bez glutena
Trenutno nema zvanično odobrenih tretmana i lekova za lečenje glutenom izazvanih bolesti, osim dijete bez glutena (GFD), koja je izuzetno teška za održavanje. Prosečna zapadnjačka ishrana sadrži 5 — 15 g glutena. Gutanje glutena od samo 50 mg/d može biti štetno za neke pacijente sa celijakom. Eliminacija i do 99% glutena iz ishrane još uvek može biti nedovoljna da bi se izbegli simptomi i histološka oštećenja. FDA je dala smernicu da hrana označena bez glutena mora sadržati < 20 ppm glutena. Međutim, postoje poteškoće sa trenutno odobrenim analitičkim metodama za detekciju i kvantifikaciju glutena u određenim namirnicama (npr. kod fermentisane i hidrolizirane hrane).
Od izuzetne važnosti je napomenuti da se ne uključuje bezglutensku dijetu samoinicijativno bez prethodne konsultacije sa lekarom. Ona je opravdana samo u onim slučajevima u kojima postoji dokazana povezanost glutena i patološkog stanja.
Proizvodi bez glutena treba da budu rezervisani samo za ljude kod kojih gluten izaziva bolest. Jedini koristan tretman za pacijente sa celijakijom, glutenskom ataksijom, alergijom na pšenicu je striktna i doživotna dijete bez glutena koja rezultuje kompletnim oporavkom u većini slučajeva, naročito kod dece.
U svim drugim slučajevima neopravdano je uvođenje bezglutenske dijete koja može dovesti do različitih nutritivnih poremećaja, sa posledičnom gojaznošću i drugim komorbiditetima.

## Suprotstavljeni stavovi
Danas, sve popularnija i masovnija primena dijete bez glutena stvorila je konfuziju među pacijentima ojenoj dobrobiti jer je za posledicu imala masovno usvajanje kao najpopularnijeg režima ishrane u SAD danas, koju prati multimilionska industija bezglutenske hrane. Iako je isključivanje glutena iz ishrane od esencijalne važnosi za dokazanu celijačnu bolest i glutensku ataksiju, činjenica je da svi oni zajedno predstaljaju samo mali procenat onih koji su trtenutno na dijete bez glutena, a da većina to čini iz personalnih, a ne medicinskih razloga.
Održavanje striktne dijete bez glutena je naporno i skupo sa rizikom za nutritinim deficitom i porastom telesne mase (81%) zbog hiperkalorijskog sadržaja komercijalne hrane bez glutena. Ovi proizvodi nisu rutinski obogaćeni i mogu biti deficitarni u vlaknima, tiaminu, folatima, vitaminu A, magnezijumu, kalcijumu i gvožđu. Pri tome, ne postoje dokazi o potrebi eliminacija drugih izvora glutena (raž, ječam) u slučaju necelijačne gluten-senzitivnosti.
U sastavu „bezglutenskih" proizvoda čije su prednosti bolje varenje, neki sastojci se ponekad zamjenjuju aditivima. Ovo može biti posebno kalorično ili može poremetiti funkciju sistema za varenje. Na primer, hleb bez glutena ima 40% više kalorija nego klasični pekarski proizvod, a i u ovaj hleb proizvođači dodaju tri supstance koje mogu izazvati nadimanje i proliv ako se progutaju u velikim količinama.

## Prognoza
Kod većine pacijenat simptomi bolesti se povlače nakon bezglutenske dijeta, zato što su sasvim eliminisali gluten, dok kod drugih oporavku doprinosi i izbegavanje neproteinskih komponenti žita, kao što su šećeri koji pripadaju kategoriji fermentabilnih oligosaharida, disaharida monosaharida i poliola.
Međutim broja istaživanja navode da veći broj pacijenata na dijeta bez glutena ne mogu da izbegnu slučajni unos glutena, a i tako male količine su ponekad dovoljne da izazovu teške simptome i histološko oštećenje sluzokože creva.

## Komplikacije
Prehrambene komplikacije dijete bez glutena mogu se sprečiti samo ispravnim dijetetskim obrazovanjem.

## Literatura
- Rubio-Tapia A, Murray JA (2010). „Celiac disease”. Curr Opin Gastroenterol. 26: 116—22..
- Schuppan, D.; Junker Y; Barisani, D. (2009). „Celiac disease: from pathogenesis to novel therapies”. Gastroenterology. 137: 1912—33..
- Al-Bawardy B, Codipilly DC, Rubio-Tapia A, Bruining DH, Hansel SL, Murray JA (2017). „Celiac disease: a clinical review”. Abdom Radiol. 42: 351—60..
- Sealey-Voyksner JA, Khosla C, Voyksner RD, Jorgenson JW (2010). „Novel aspects of quantitation of immunogenic wheat gluten peptides by liquid chromatography-mass spectrometry/mass spectrometry”. J. Chromatogr A. 1217: 4167—83..
- Bethune MT, Khosla C. Parallels between pathogens and gluten peptides in celiac sprue. PLoS Pathog 4:e34.
- Leffler, D. A.; Kelly CP, Green PH, Fedorak RN, DiMarino A, Perrow W, Rasmussen H, Wang C, Bercik P, Bachir NM, Murray JA (2015). „Larazotide acetate for persistent symptoms of celiac disease despite a gluten-free diet: a randomized controlled trial”. Gastroenterology. 148: 1311—9..
- Petersen J, Montserrat V, Mujico JR, Loh KL, Beringer DX, van Lummel M, Thompson A, Mearin ML, Schweizer J, Kooy-Winkelaar Y;  . (2014). „T-cell receptor recognition of HLA-DQ2-gliadin complexes associated with celiac disease”. Nature Struct Mol Bio. 21: 480—8..
- Lähdeaho ML, Kaukinen K, Laurila K, Vuotikka P, Koivurova OP, Kärjä-Lahdensuu T, Marcantonio A, Adelman DC, Mäki M. „Glutenase ALV003 attenuates gluten-induced mucosal injury in patients with celiac disease”. Gastroenterology. 146: 1649—58. 2014..
- Syage, J. A.; Murray JA, Green PHR, Khosla C (2017). „Latiglutenase improves symptoms in seropositive celiac disease patients while on a gluten-free diet”. Dig Dis Sci. 62: 2428—32..
- See, J. A.; Kaukinen K, Makharia GK, Gibson PR, Murray JA (2015). „Practical insights into gluten-free diets”. Nat Rev Gastroenterol Hepatol. 12: 580—91..
- Hall, N. J.; Rubin GP, Charnock A. Intentional and inadvertent non-adherence in aduct celiac disease (2013). „A cross-sectional survey”. Appetite. 68: 56—62..
- Ford, S.; Howard R; Oyebode, J. (2012). „Psychosocial aspects of coeliac disease: a cross-sectional survey of a UK population”. Br J Health Psychol. 17: 743—57..
- Comino I, Real A, Vivas S, MÁ Síglez, Caminero A, Nistal E, Casqueiro J, Rodríguez-Herrera A, Cebolla A, Sousa C. „Monitoring of gluten-free diet compliance in celiac patients by assessment of gliadin 33-mer equivalent epitopes in stool”. Am J Clin Nutr. 95: 670—7. 2012..
- Comino I, Fernandez-Banares F, Esteve M, Ortigosa L, Castillejo G, Fambuena B, Ribes-Koninckx C, Sierra C, Rodriguez-Herrara A, Salazar JC;  . (2016). „Fecal gluten peptides reveal limitations of serological tests and food questionnaires for monitoring gluten-free diet in celiac disease patients”. Am J Gastroenterol. 111: 1456—65..
- Moreno, M. L.; Cebolla A, Munoz-Suano A, Carrillo-Carrion C, Comino I, Pizarro A, Leon F, Rodriguez-Herrera A, Sousa C (2017). „Detection of gluten immunogenic peptides in the urine of patients with coeliac disease reveals transgressions in the gluten-free diet and incomplete mucosal healing”. Gut. 66: 250—7..
- Murray JA, Kelly CP, Green PH, Marcantonio A, Wu TT, Mäki M, Adelman DC (2017). „No difference between latiglutenase and placebo in reducing villous atrophy or improving symptoms in patients with symptomatic celiac disease”. Gastroenterology. 152: 787—98..

## Spoljašnje veze
|  | Molimo Vas, obratite pažnju na važno upozorenje u vezi sa temama iz oblasti medicine (zdravlja). |